# L'Héritage maudit (comics)
L'Héritage maudit est un comic américain sur Batman réalisé par Grant Morrison, Andy Kubert et J.H. Williams III.
C'est le premier tome de la série « Grant Morrison Présente Batman » proposée dans la collection DC Signatures de l'éditeur Urban Comics. Il reprend les premiers numéros sur lesquels l'auteur Grant Morrison à travailler de la série Batman.

## Personnages
- Bruce Wayne sous le masque de Batman
- Tim Drake en tant que Robin
- Talia al Ghul

## Chapitres
- n°655 à 658 : Le Fils de Batman (Batman & Son)
- n°663 : Au Clown de minuit (The Clown at Midnight)
- n°664 : Les Trois fantômes (Three Ghosts of Batman)
- n°665 : Les Trois fantômes 2 (The Black Casebook)
- n°666 : Bethlehem (Batman in Bethlehem)
- n°667 : Le Club des héros (The Island of Mister Mayhew)
- n°668 : Le Club des héros 2 (Now--We Are Dead!)
- n°669 : Le Club des héros 3 (The Dark Knight Must Die!)

## Publications

### Éditions françaises
- 2012 : Grant Morrison présente Batman Tome 1 - L'Héritage maudit (Urban Comics)[1] : première édition française.

La dernière partie, « Le Club des héros », avait déjà été publiée par Panini Comics en 2009, sous le titre de « L'Île de monsieur Mayhew ».

## Adaptations
La première partie de l'album, Batman & Son, a servi de base au film d'animation Le Fils de Batman (Son of Batman), réalisé par Ethan Spaulding en 2014,.